# سان پیترو کلارنتزا
سان پیترو کلارنتزا (به ایتالیایی: San Pietro Clarenza) یک کومونه در ایتالیا است که در استان کاتانیا واقع شده‌است. سان پیترو کلارنتزا ۶٫۴ کیلومتر مربع مساحت و ۶٬۳۱۳ نفر جمعیت دارد و ۴۶۳ متر بالاتر از سطح دریا واقع شده‌است.